# Symphytum
Symphytum (cuyo nombre vernáculo es consuelda)  es un género de plantas herbáceas importante de la familia Boraginaceae utilizada en aplicaciones medicinales y fertilizantes.

## Descripción
Es una planta herbácea perenne con raíz semejante al nabo con amplias hojas melenudas y flores blancas o rosadas acampanadas. Son nativas de Europa creciendo en lugares húmedos, se extiende por Gran Bretaña en zanjas de ríos y zonas cercanas.

## Taxonomía
El género fue descrito por Carlos Linneo y publicado en Species Plantarum 1: 136. 1753. La especie tipo es: Symphytum officinale L.
Etimología
Symphytum: nombre genérico que deriva del griego sympho o symphein = "crecer juntos", y phyton = "planta", el nombre symphytum fue utilizado por Dioscórides para la planta llamada consuelda que tenía fama de curar las heridas.

## Especies
- Symphytum abchasicum Trautv.
- Symphytum asperum,  (synonym: S. asperrimum)
- Symphytum besseri Zaver.
- Symphytum caucasicum
- Symphytum officinale L.
- Symphytum tauricum
- Symphytum tuberosum
- Symphytum × uplandicum (S. asperum × S. officinale, synonym: S. peregrinum)